# Zandra Rhodes
Pour les articles homonymes, voir Rhodes (homonymie).
Zandra Rhodes,  née le 19 septembre 1940 à Chatham dans le Kent, est une créatrice britannique. Populaire dans les années 1970, elle est connue pour ses créations aux couleurs vives.
Diplômée du Royal College of Art, elle fonde son premier atelier d'impression en 1964 ; quatre ans plus tard, elle ouvre The Fulham Road Clothes. Elle présente sa première collection en solo l'année d'après et est remarquée par le Vogue américain.
En 1977, elle est la première créatrice à présenter une collection inspirée par le look punk - vêtements déchirés, épingles de sûreté et chaînes.
Elle est la fondatrice du Musée de la mode et du textile (en) de Londres, conçu par l'architecte mexicain Ricardo Legorreta et ouvert le 12 mai 2003.
En 2005, elle bénéficie d'une exposition à la Galerie d'art contemporain de Carla Sozzani.
La National Portrait Gallery conserve d'elle un buste exécuté par Andrew Logan.